# Werk in uitvoering
Werk in uitvoering (Roadwork) is een roman van de Amerikaanse schrijver Stephen King. Het boek verscheen oorspronkelijk, in 1981, onder het pseudoniem Richard Bachman. Toen duidelijk was dat Bachman Kings pseudoniem was, werd het met drie andere 'Bachman-boeken' gebundeld in de omnibus The Bachman books : four early novels. De Nederlandse uitgave hiervan, onder de titel 4 X Stephen King (1986), bevatte de eerste Nederlandse vertaling van Roadwork. Twee jaar later kwam Werk in uitvoering ook als zelfstandige uitgave uit.
Het boek is verdeeld in een aantal stukken en gaat over een man die zich tegen de verlenging van Route 784 verzet. Het verhaal speelt zich af vlak na de Vietnamoorlog, eind 1973 en begin 1974. De energiecrisis die in die jaren heerste speelt op sommige plaatsen in het verhaal ook een rol.

## Inhoud

### Proloog
Een snelweg, de Route 784, wordt verlengd dwars door een niet bij naam genoemde Amerikaanse stad. Veel mensen zijn er enthousiast over. Tijdens een reportage over het gebeuren geeft een toeschouwer aan een journalist te kennen het totaal niet eens te zijn met de wegwerkzaamheden.

### Deel 1 - November
De ontevreden toeschouwer blijk Bart George Dawes te zijn. Zijn huis zal onder andere onteigend en gesloopt worden om de verlenging mogelijk te maken. Dawes wil dit niet accepteren, omdat hij veel mooie herinneringen aan het huis heeft. Daarom koopt hij vuurwapens bij een wapensmid. Maar niet alleen Dawes' huis staat op het spel. Dawes is bedrijfsleider van een wasserij die ook gesloopt gaat worden. Het is zijn taak een nieuw pand voor de zaak te vinden. Dawes vertikt dit te doen omdat hij ziel en zaligheid gegeven aan deze wasserij en de voormalige eigenaars, de gebroeders Tarkington. Hij laat een koopoptie op een nieuw pand opzettelijk verlopen en liegt hierover tegen het management. Vervolgens neemt hij ontslag in de wetenschap dat hij hoe dan ook ontslagen zal worden voor deze miskleun.
Als Barts vrouw Mary erachter komt dat hij ontslag genomen heeft en ook nog geen nieuw huis heeft proberen te kopen, gaat ze bij hem weg. Dit versterkt Dawes' haat jegens de snelweg nog meer. 
Daarom zoekt hij contact met Salvatore Magliore, een gangster die een succesvol tweedehands autobedrijf runt. Hij vraagt Magliore om explosieven om de snelweg op te blazen. Magliore weigert Dawes hiermee te helpen daar hij weet hoe dwaas dit plan is. Magliore maakt een vergelijking met een hond uit zijn jeugd die maandenlang dagelijks in de bloedhete zomerzon op straat aan een ketting lag. Ze kwispelde eerst nog als buurtkinderen kwamen aaien, maar hield daar van lieverlee mee op, begon te grommen en werd vals, waarop ze uiteindelijk een kind dat haar aaide aanviel. De hond was uiteindelijk afgemaakt, en Bart is hard op dezelfde weg bezig.

### Deel 2 - December
Dawes begint zich steeds vreemder te gedragen tegenover mensen in zijn omgeving. Mary is het huis uit en bij haar ouders ingetrokken, en Bart woont nu alleen in een steeds legere buurt, want alle andere mensen hebben hun huizen al verkocht. Op een nacht gaat Dawes zelfs vreemd met een liftster genaamd Olivia. Omdat hij haar heeft laten klaarkomen geeft ze hem een mescaline-pil. Ook zij ziet in dat Bart aan het ontsporen is en hoopt dat de mescaline hem kan helpen. Dawes begint zelfmoordneigingen te krijgen, en gedraagt zich steeds destructiever. Om aan geld te komen koopt hij zijn levensverzekering af, en hij maakt lange autoritten terwijl het energiecrsis is. De toekomst kan hem niets meer schelen. Om de snelweg alsnog op te kunnen blazen maakt Dawes molotovcocktails, door limonadeflessen te vullen met benzine en daar papier in te doen. Op kerstnacht bestookt hij de werkplaats met de bommen. Magliore weet dat Dawes het gedaan heeft en zoekt contact met hem op. Dawes wil meer dingen hebben van Magliore om zijn plannen te verwezenlijken, maar Magliore houdt nog steeds de boot af. Hij waarschuwt Dawes dat hij de werkzaamheden ondanks de vernielingen niet eens vertraagd heeft. Hij sluit het jaar af door op een oudejaarsfeestje de mescaline in te nemen, en gaat trippend het nieuwe jaar in.

### Deel 3 - Januari
Dawes krijgt begin januari bezoek van een advocaat van de overheid. Deze wil Dawes overhalen afstand te doen van zijn huis, voor de eerder geboden prijs plus 5,000 dollar extra. Als Dawes blijft weigeren chanteert de advocaat hem met de wetenschap dat Dawes is vreemdgegaan. Dit zet Dawes aan het denken, vooral omdat de overheid wel wist dat hij was vreemdgegaan, maar niet op de hoogte was dat hij de vernielingen met de molotovcocktails had aangericht. Hij laat de mannen van Magliore komen en deze vinden afluisterapparatuur in zijn huis. Dawes besluit de overheid in de waan te laten dat ze gewonnen hebben en accepteert het voorstel van de advocaat.
Op 20 januari wordt zijn huis van de overheid en zal het gesloopt worden. In ruil hiervoor ontvangt hij $ 62.500 waarvan hij de helft aan Mary geeft en de andere helft besteedt aan het kopen van explosieven van Magliore voor in zijn huis. Magliore wil dit in eerste instantie niet geven, maar bedenkt zich. Ook laat Dawes bij Magliore een pak geld achter dat Magliore voor hem moet beleggen en de winst uitkeren aan Olivia, voor wie Dawes nog steeds gevoelens koestert. 
Op 19 januari installeert Dawes de explosieven in het hele huis. De explosieven moeten aangestoken worden met een elektrische lading die opgewekt kan worden met een accu. Dawes installeert ook de accu, maar sluit een aansluitklem niet aan waardoor de stroomkring nog niet gesloten is. Hij haalt zijn vuurwapens tevoorschijn en verschanst zich in zijn huis. In de morgen van 20 januari komen wat mensen van de overheid, vergezeld door een patrouillewagen van de politie, naar Dawes' huis. Dawes begint hen te beschieten.
Als de agenten de hulp van andere patrouillewagens inroepen ontstaat er al snel een enorm vuurgevecht. Als er een journalist met cameraploeg aankomt, wil de politie hen weghouden. Dawes sluit een deal en staakt even het vuren om de journalist binnen te laten en de cameraploeg zich te laten installeren, met tegenzin van de overheid. Dawes beantwoordt enkele vragen van de journalist en stuurt hem daarna weer weg. Als het vuren weer begint, gaat de politie met traangasgranaten gooien. Dawes beseft dat hij zijn punt gemaakt heeft en snapt dat verder verzet hopeloos is. Dawes zet het nummer You can't always get what you want van The Rolling Stones op en gooit zijn wapens naar buiten. Terwijl hij naar de muziek luistert sluit hij de aansluitklem aan op de accu. Er ontstaat een elektrische lading en Dawes' huis wordt, met Dawes zelf er nog in, opgeblazen. Dawes sterft, zoals hij wilde, in het huis waar hij het grootste deel van zijn leven geleefd heeft.

### Epiloog
Dawes is dood. Geïntrigeerd door Dawes' gedrag wil de journalist de zaak van de verlenging nader onderzoeken. Hij maakt een documentaire waarin blijkt dat de verlenging alleen aangelegd wordt om het recht op wegenbouwsubsidie te behouden, en dus niet voor echte verkeersredenen. Ook blijkt dat de overheid stiekem een proces voert tegen Mary Dawes om het deel van de koopsom dat Bart aan haar gegeven heeft terug te krijgen. Wanneer dit openbaar wordt gemaakt, trekt de overheid de aanklacht in. Olivia krijgt haar beleggingsgeld van Magliore, maar valt spontaan flauw als ze hoort wat Bart heeft gedaan.
Ondanks alles komt de verlenging er toch.

## Achtergrond
In het voorwoord van de verhalenbundel "The Bachman Books", waarin dit verhaal onder andere is opgenomen, vermeld King dat Werk in uitvoering grotendeels was geschreven als poging om over de dood van zijn moeder heen te komen. King was zelf aanvankelijk niet bijster tevreden met het verhaal. Later veranderde hij van mening.

## Connecties met andere werken van King
De wasserij waar Dawes voor werkt hoort bij de Blue Ribbon Laundry-keten. Wasserijen van deze keten komen ook voor in de verhalen Carrie en The Mangler.